# Zebre Rugby Club 2017-2018

## Pro14 2017-18

### Stagione regolare
| Incontro                 | Risultato |
| ------------------------ | --------- |
| Ospreys — Zebre          | 22-13     |
| Zebre — Scarlets         | 10-41     |
| Cheetahs — Zebre         | 54-39     |
| Southern Kings — Zebre   | 17-43     |
| Zebre — Ulster           | 27-23     |
| Edimburgo — Zebre        | 16-15     |
| Zebre — Cheetahs         | 23-24     |
| Cardiff Rugby — Zebre    | 37-8      |
| Zebre — Munster          | 19-36     |
| Zebre — Connacht         | 24-10     |
| Benetton — Zebre         | 27-14     |
| Zebre — Benetton         | 16-20     |
| Zebre — Glasgow Warriors | 20-40     |
| Munster — Zebre          | 33-5      |
| Connacht — Zebre         | 11-19     |
| Zebre — Cardiff RFC      | 7-10      |
| Zebre — Ospreys          | 37-14     |
| Glasgow Warriors — Zebre | 68-7      |
| Leinster — Zebre         | 41-6      |
| Zebre — Dragons          | 34-32     |
| Benetton — Zebre         | 17-22     |

#### Risultati della stagione regolare -conferenceA
| Posizione | G  | V | N | P  | PF  | PS  | DP   | B | Pt |
| --------- | -- | - | - | -- | --- | --- | ---- | - | -- |
| 7ª        | 21 | 7 | 0 | 14 | 408 | 593 | -185 | 4 | 36 |

## European Rugby Challenge Cup 2017-18

### Girone 3
| Incontro           | Andata | Ritorno |
| ------------------ | ------ | ------- |
| Agen — Zebre       | 45-10  | 30-38   |
| Zebre — Pau        | 33-38  | 14-42   |
| Zebre — Gloucester | 26-33  | 12-69   |

#### Risultati della fase a gironi
| Posizione | G | V | N | P | PF  | PS  | DP   | B | Pt |
| --------- | - | - | - | - | --- | --- | ---- | - | -- |
| 3ª        | 6 | 1 | 0 | 5 | 133 | 257 | -124 | 4 | 8  |